# Chrismatopteris holttumii
Chrismatopteris holttumii är en kärrbräkenväxtart som beskrevs av Quansah och D.S.Edwards. Chrismatopteris holttumii ingår i släktet Chrismatopteris och familjen Thelypteridaceae. Inga underarter finns listade.